# فنیرامین
فنیرامین (به انگلیسی: Pheniramine) (با نام تجاری Avil و دیگر نام‌ها) یک آنتی‌هیستامین با خواص آنتی‌کولینرژیک است که برای درمان بیماری‌های آلرژیک مانند تب یونجه یا کهیر استفاده می‌شود. این دارو اثرات آرام‌بخشی نسبتاً قوی دارد و ممکن است بعضاً به عنوان قرص خواب آور بدون نسخه به روش مشابه با سایر داروهای آنتی‌هیستامین آرامبخش مانند دیفن هیدرامین استفاده شود. فنیرامین معمولاً در قطره‌های چشمی که برای درمان التهاب ملتحمه آلرژیک استفاده می‌شود، وجود دارد.
این دارو در سال ۱۹۴۸ ثبت اختراع شد. فنیرامین به طور کلی در ترکیب با سایر داروها به فروش می‌رسد و به صورت داروی مستقل عرضه نمی‌شود، اگرچه برخی از فرمولاسیون‌ها حاوی فنیرامین به تنهایی در دسترس هستند.

## ایزومری فضایی
فنیرامین حاوی یک مرکز کایرال است و می‌تواند به عنوان یکی از دو انانتیومر وجود داشته باشد. داروی تجاری فنیرامین مخلوط راسمیک از نسبت‌های برابر فرم‌های (R)- و (S) است.
| انانتیومرهای فنیرامین                  | انانتیومرهای فنیرامین                  |
| -------------------------------------- | -------------------------------------- |
| (R)-Pheniramine CAS number: 56141-72-1 | (S)-Pheniramine CAS number: 23201-92-5 |